# Аллахвердиев, Физули Ахлиман оглы
Физули Ахлиман оглы Аллахвердиев (азерб. Füzuli Əhliman oğlu Allahverdiyev; 1 января 1963) — советский и азербайджанский футболист, защитник. Выступал за сборную Азербайджана.

## Биография
Всю свою карьеру провёл в клубе из Гянджи, носившем названия «Прогресс»/«Динамо»/«Кяпаз». В первенствах СССР отыграл 12 сезонов во второй лиге, сыграв около 300 матчей. После распада СССР продолжил выступать за свой клуб в высшей лиге Азербайджана. Становился трёхкратным чемпионом страны (1994/95, 1997/98, 1998/99), серебряным (1999/00) и бронзовым (1993/94, 1995/96) призёром чемпионата, четырёхкратным обладателем Кубка Азербайджана (1993/94, 1996/97, 1997/98, 1999/00). За 21 год в команде провёл более 450 матчей.
Дебютировал в национальной сборной Азербайджана 2 сентября 1994 года в товарищеском матче против Молдавии, заменив на 35-й минуте Заура Гараева. Всего сыграл за сборную пять матчей, все — во второй половине 1994 года.
Во второй половине 2010-х годов работал ассистентом Шахина Диниева в тренерском штабе «Кяпаза».

## Личная жизнь
Брат Мехман (род. 1960) — футболист и тренер.